# Dorika perrosea
Dorika perrosea là một loài bướm đêm trong họ Noctuidae.